# NVIDIA Tesla

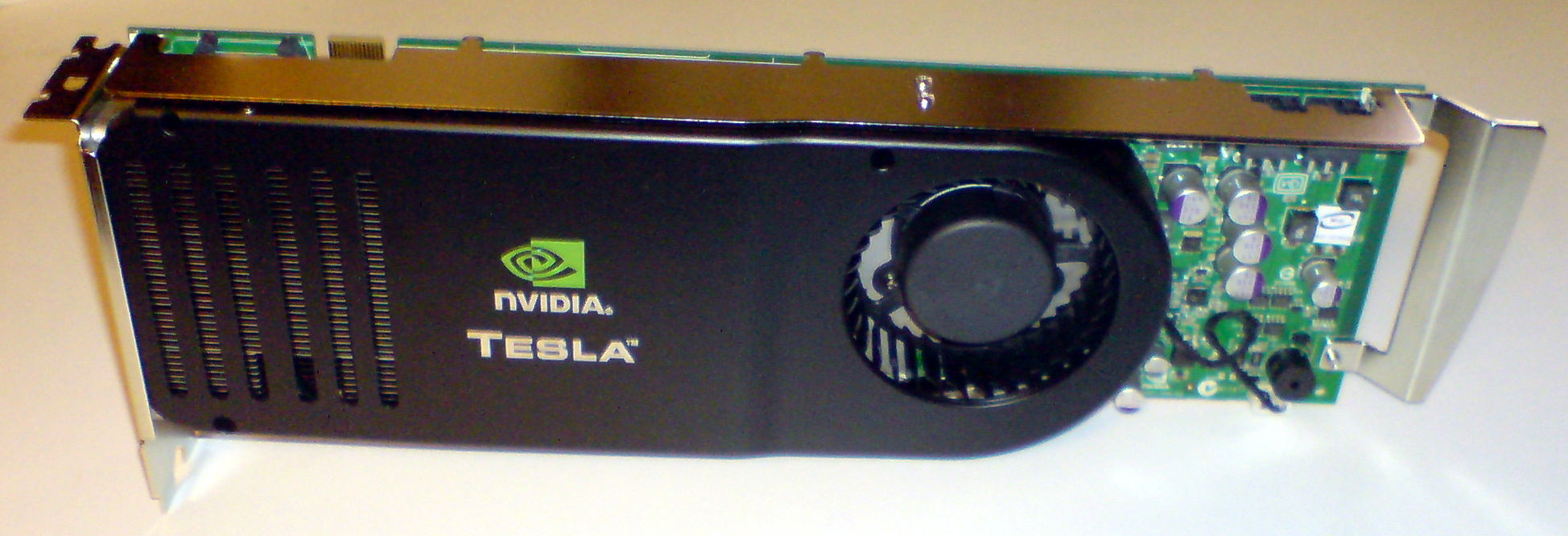
Nvidia Tesla GPU

Tesla é uma série lançada pela nVIDIA, onde os chips gráficos são usados para o processamento de operações que exigem um alto desempenho da máquina.

## Tesla e o CUDA
Ela é umas das primeiras com suporte a arquitetura CUDA, a qual é composta dos hardwares das GPU's da nvidia da série 8 em diante, um compilador C que facilita a programação paralela com a GPU, e um driver de rotinas dedicado a esses processos.
O poder de processamento dos chips gráficos está aumentando a cada dia, ao ponto de serem mais rápidos do que processadores convencionais em diversas operações. O objetivo da série Tesla é usar a GPU para uso geral, conhecida como GPGPU (General-Purpose Graphics Processing Unit ou Unidade de Processamento Gráfico de Uso Geral), ou seja, direcionar para o chip gráfico operações mais pesadas, que de outra maneira seriam feitos pelo processador, aumentando assim o desempenho.
Devido ao elevado poder computacional (medido em operações de ponto flutuante por segundo ou flops) em comparação com os últimos microprocessadores, a linha Tesla destina-se ao mercado da computação de alto desempenho.
As "placas de vídeo" Tesla são equipadas com chips gráficos GeForce 8800, elas não possuem uma saída de vídeo, que permita a visualização, mesmo que uma de suas aplicações seja processamento de imagens e vídeos, elas foram desenvolvidas para serem usadas como processadores, ou seja, para executarem programas. Esses programas precisam ser compilados com o compilador C especial do CUDA, no linux ele pode ser chamado pelo comando nvcc.
Normalmente usuários comuns não se beneficiarão diretamente da tecnologia desta placa, entretanto a arquitetura CUDA também é possível com outras placas da série 8 que possuem saída de vídeo, possibilitando que usuário domésticos se beneficiem também dessa nova arquitetura.

## Especificações e Configurações[2]
| Configuration                    | Model | # of GPUs | Core clock in MHz (each) | Shaders                   | Shaders             | Memory               | Memory   | Memory                    | Memory           | Memory      | Processing Power (GigaFLOPS, total) | Form factor and features                      |
| Configuration                    | Model | # of GPUs | Core clock in MHz (each) | Thread Processors (total) | Clock in MHz (each) | Bandwidth max (GB/s) | Bus type | Bus width (bit, each GPU) | Total size (MiB) | Clock (MHz) | Processing Power (GigaFLOPS, total) | Form factor and features                      |
| -------------------------------- | ----- | --------- | ------------------------ | ------------------------- | ------------------- | -------------------- | -------- | ------------------------- | ---------------- | ----------- | ----------------------------------- | --------------------------------------------- |
| GPU Computing Processor1         | C870  | 1         | 600                      | 128                       | 1350                | 77                   | GDDR3    | 384                       | 1536             | 1600        | 519                                 | Full-height video card                        |
| Deskside Supercomputer1          | D870  | 2         | 600                      | 256                       | 1350                | 154                  | GDDR3    | 384                       | 3072             | 1600        | 1037                                | Deskside system or Rack unit                  |
| GPU Computing Server1            | S870  | 4         | 600                      | 512                       | 1350                | 307                  | GDDR3    | 384                       | 6144             | 1600        | 2074                                | 1U Rack                                       |
| C1060 Computing Processor 2      | C1060 | 1         | 602                      | 240                       | 1300                | 102                  | GDDR3    | 512                       | 4096             | 1600        | 936                                 | Full-height video card IEEE 754r capabilities |
| S1070 1U GPU Computing Server2,3 | S1070 | 4         | 602                      | 960                       | 1500                | 410                  | GDDR3    | 512                       | 16384            | 1600        | 4320                                | 1U Rack IEEE 754r capabilities                |